# Aloe saundersiae
Aloe saundersiae ist eine Pflanzenart der Gattung der Aloen in der Unterfamilie der Affodillgewächse (Asphodeloideae). Das Artepitheton saundersiae ehrt die britische Pflanzenmalerin Katherine Saunders (geborene Wheelright) (1824–1901).

## Beschreibung

### Vegetative Merkmale
Aloe saundersiae wächst stammlos, ist einfach oder bildet kleine Gruppen. Die 10 bis 16 linealischen Laubblätter bilden eine Rosette. Die grüne Blattspreite ist 4 bis 8 Zentimeter lang und 0,3 Zentimeter breit. Auf der Blattunterseite sind gelegentlich nahe der Basis wenige Flecken vorhanden. Die weichen, weißen Zähne am Blattrand sind etwa 0,5 Millimeter lang und stehen 1 Millimeter voneinander entfernt.

### Blütenstände und Blüten
Der einfache Blütenstand erreicht eine Länge von 14 bis 18 Zentimeter. Die ziemlich dichten, kopfigen Trauben sind 2 bis 2,5 Zentimeter lang und 3 bis 3,5 Zentimeter breit. Die eiförmig spitz zulaufenden, weißen Brakteen weisen eine Länge von 7 Millimeter auf und sind 3 bis 4 Millimeter breit. Die hell cremerosafarbenen Blüten stehen an 9 bis 10 Millimeter langen Blütenstielen. Sie sind 10 bis 12 Millimeter lang und an ihrer Basis verschmälert. Oberhalb des Fruchtknotens sind die Blüten nicht verengt. Ihre äußeren Perigonblätter sind nicht miteinander verwachsen. Die Staubblätter und der Griffel ragen nicht aus der Blüte heraus.

## Systematik und Verbreitung
Aloe saundersiae ist in der südafrikanischen Provinz KwaZulu-Natal in Felsritzen oder Gras in Höhen von 1300 Metern verbreitet. Die Art ist nur aus dem Gebiet des Typusfundortes bekannt.
Die Erstbeschreibung als Leptaloe saundersiae durch Gilbert Westacott Reynolds wurde 1936 veröffentlicht. 1947 stellte er die Art in die Gattung Aloe. Ein Synonym ist Aloe minima J.M.Wood (1906, nom. illeg. ICBN-Artikel 53.1).

## Nachweise